# 위구르 요리

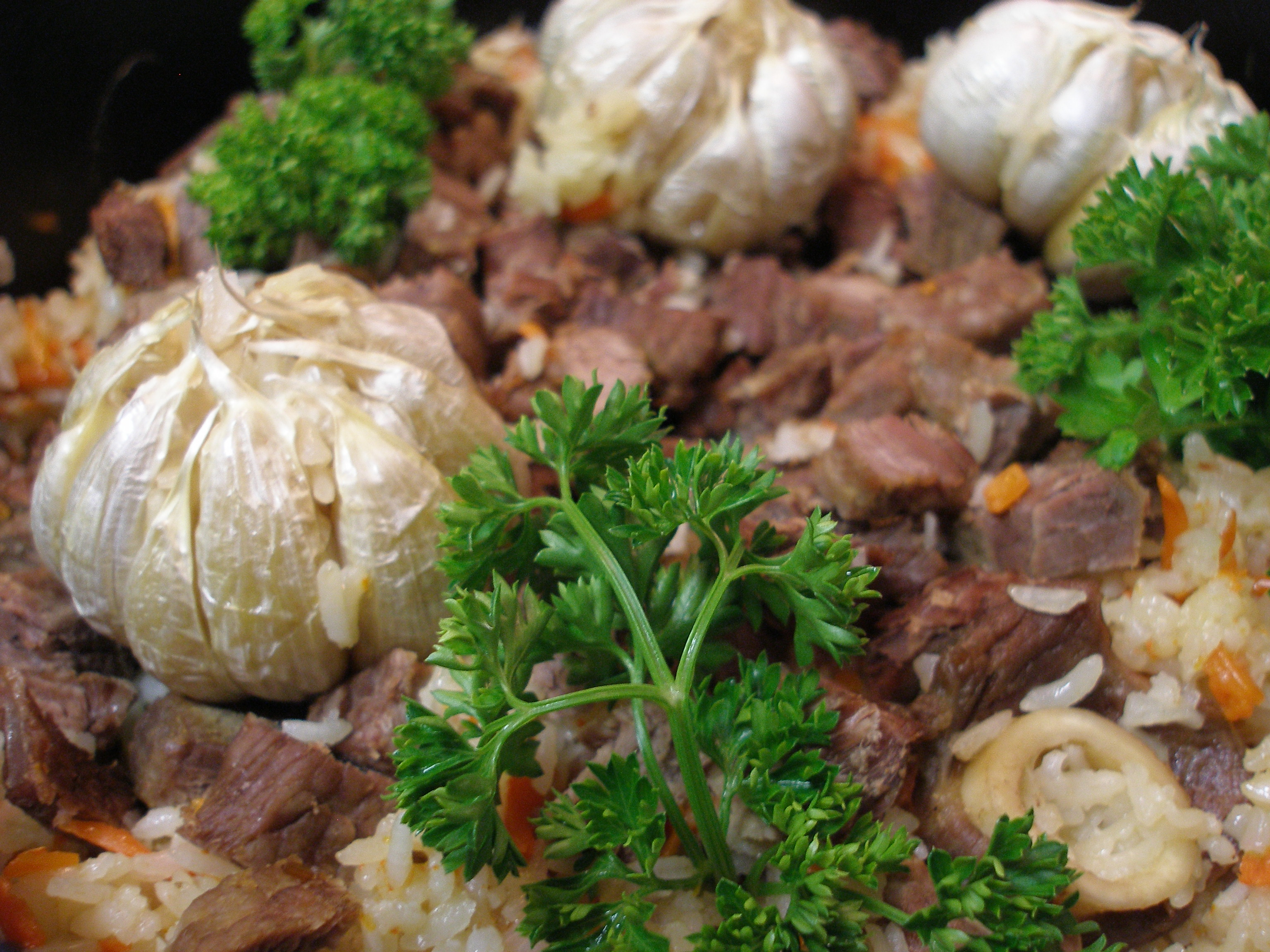
필라프

위구르 요리(Uyghur料理, 위구르어: ئۇيغۇر تائاملىرى 우이구르 타암리리, 중국어 간체자: 维吾尔菜, 정체자: 維吾爾菜, 병음: Wéiwúěr cài 웨이우얼차이[*]) 또는 신장 요리(Xinjiang料理, 중국어: 新疆菜, 병음: Xīnjiāng cài 신장차이[*])는 중화인민공화국의 통치를 받고 있는 신장 위구르 자치구에서 발달된 요리이며 신장 위구르 자치구 지역의 위구르를 포함한 여러 중앙아시아계 민족들의 요리와 음식들이다. 이곳의 대표적인 요리는 라그만이며, 만티(만두의 일종), 필라프 등을 만들어 먹는다. 중국 요리의 영향을 받기도 했다.

## 같이 보기
- 쇼르파